# ODF3
ODF3 (англ. Outer dense fiber of sperm tails 3) – білок, який кодується однойменним геном, розташованим у людей на 11-й хромосомі. Довжина поліпептидного ланцюга білка становить 254 амінокислот, а молекулярна маса — 27 710.
| 10         |  | 20         |  | 30         |  | 40         |  | 50         |
| ---------- |  | ---------- |  | ---------- |  | ---------- |  | ---------- |
| MTEEVWMGTW |  | RPHRPRGPIM |  | ALYSSPGPKY |  | LIPPTTGFMK |  | HTPTKLRAPA |
| YSFRGAPMLL |  | AENCSPGPRY |  | NVNPKILRTG |  | KDLGPAYSIL |  | GRYQTKTMLT |
| PGPGDYFPEK |  | STKYVFDSAP |  | SHSISARTKA |  | FRVDSTPGPA |  | AYMLPMVMGP |
| NTVGKASQPS |  | FSIKGRSKLG |  | GFSDDLHKTP |  | GPAAYRQTDV |  | RVTKFKAPQY |
| TMAARVEPPG |  | DKTLKPGPGA |  | HSPEKVTLTK |  | PCAPVVTFGI |  | KHSDYMTPLL |
| VDVE       |  |            |  |            |  |            |  |            |

A: Аланін

C: Цистеїн

D: Аспарагінова кислота

E: Глутамінова кислота

F: Фенілаланін

G: Гліцин

H: Гістидин

I: Ізолейцин

K: Лізин

L: Лейцин

M: Метіонін

N: Аспарагін

P: Пролін

Q: Глутамін

R: Аргінін

S: Серин

T: Треонін

V: Валін

W: Триптофан

Кодований геном білок за функцією належить до білків розвитку. 
Задіяний у таких біологічних процесах, як диференціація клітин, сперматогенез, альтернативний сплайсинг. 
Локалізований у цитоплазмі.